# Elizabeth Eastlake

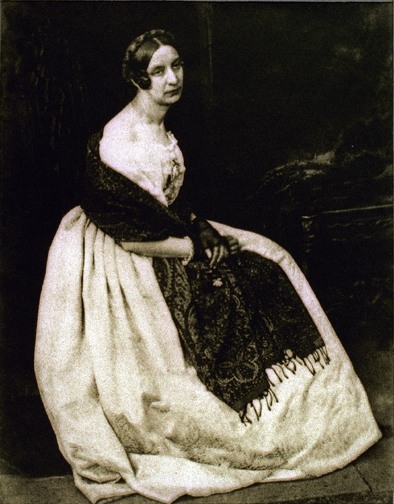
Elizabeth Eastlake

Elizabeth, Lady Eastlake, geborene Rigby, (* 17. November 1809 in Norwich, Norwich; † 2. Oktober 1893 in London) war eine britische Kunstkritikerin, Schriftstellerin und Übersetzerin.

## Leben
Rigby war eine Tochter des Arztes Dr. Edward Rigby und dessen zweiter Ehefrau Anne Palgrave. Rigbys Vater war ein Schüler des Naturwissenschaftlers Joseph Priestley und ein Studienfreund des Arztes Dr. Edward Jenner; im Elternhaus herrschte eine liberale Gesinnung und Rigby lernte schon früh unter anderen den Journalisten Henry Reve (The Times), die Schriftstellerin Lucie Duff-Gordon, den Polarforscher William Edward Parry kennen. Eine Tante mütterlicherseits war mit dem Botaniker Francis Palgrave verheiratet.
Dr. Rigby förderte seine Kinder so früh und so gut er konnte und die meisten seiner Freunde unterstützten ihn dabei. Als Rigby 1821 starb, zog die Familie auf ihr Gut bei Framingham Earl und Rigby wurde nur noch eine französische Gouvernante zugestanden.
Mit 18 Jahren erkrankte Rigby 1827 an Typhus und zur Erholung schickte ihre Stiefmutter sie in die Schweiz und später nach Deutschland (Heidelberg). Während dieses, nahezu zweijährigen Kuraufenthalts, lernte Rigby die deutsche Sprache. Begonnen aus Langeweile, schon bald aber mit dem Ehrgeiz, als Übersetzerin finanziell von ihrer Familie unabhängig zu werden. Ihr Debüt dafür war ein Werk des Kunsthistorikers Johann David Passavant ("Essay on English art collections").
Im Juli 1832 ging Rigby nach London, um ein Jahr Literatur und Kunst zu studieren. Neben dem British Museum und der National Gallery war es – nach eigenen Aussagen – der Maler Henry Sass, der eine „Kunstklasse für Damen“ in seiner privaten Malschule (Sass’s Academy" in Bloomsbury) anbot.
1835 unternahm Rigby eine weitere Reise nach Deutschland und veröffentlichte nach ihrer Rückkehr einen wichtigen Aufsatz über Johann Wolfgang von Goethe in der Zeitschrift Foreign Quarterly. Anfang Oktober 1838 startete sie zu einer Reise durch das Russische Kaiserreich mit einem längeren Aufenthalt in Tallinn (Estland), wo eine ihrer Schwestern verheiratet war. Ihre Briefe von diesen Reisen wurden später vom Verleger John Murray gesammelt veröffentlicht.
Der Verleger der Zeitschrift Quarterly Review, George Lockhart, wurde auf Rigby aufmerksam und engagierte sie als Journalistin. Mit ihrem Artikel im März 1842 wurde sie die erste Frau, die regelmäßig in der QR veröffentlichen konnte.
Im Oktober 1842 verkaufte ihre Stiefmutter den familiären Besitz in Framingham und ließ sich mit ihrer Familie in Edinburgh nieder. Dort bekam Rigby, unterstützt durch die Verleger Lockhart und Murray, bald Zugang zu einigen Salons; sie lernte dort den Sir William Drysdale, Literaturkritiker Francis, Lord Jeffrey, den Philosophen John Wilson und H. O. Hill kennen. Letztere fotografierte Rigby und so ist verbürgt, dass sie eine über 1,80 m große Erscheinung war.
1844 verbrachte Rigby einige Monate in London und lernte dort unter anderem den Historiker Thomas Carlyle, George Borrow, die Schriftstellerin Agnes Strickland und den Maler William Turner kennen. Von London aus besuchte Rigby wieder ihre Schwester in Estland und die Rückreise führte sie über Stockholm wo sie sich einige Wochen aufhielt.
1845 reiste sie für acht Wochen nach Deutschland und beschäftigte sich dabei ausführlich mit dem Kölner Dom; eine beachtenswerte Reportage darüber erschien im September 1846 in der Quarterley Review.
Als Rigby im Frühjahr 1844 anlässlich Ausstellungen der Maler William Etty, Charles Lock Eastlake, Edwin Landseer und William Turner wieder in London weilte, wurde sie (wahrscheinlich durch Turner) Eastlake vorgestellt und dieser führte sie am 19. Mai 1846 zum Essen aus.
1848 war Rigby wiederum acht Wochen in Deutschland, die überwiegende Zeit davon in Frankfurt am Main. Sie besuchte dabei Johann David Passavant, der seine Übersetzerin kennenlernen wollte. Nach ihrer Rückkehr im Herbst 1848 erschien ihr wohl berühmtester Artikel in der QR: ein kritischer Essay über die Bücher Vanity Fair (William Makepeace Thackeray) und Jane Eyre (Charlotte Brontë) im Dezember desselben Jahres.
Am 9. April 1849 heiratete sie Charles Lock Eastlake in Edinburgh und zum 1. Mai desselben Jahres bezogen das Paar eine gemeinsame Wohnung in London (Fitzroy Square). Die Ehe stand von Anfang an unter einem guten Stern; bis auf das Drama der Totgeburt ihres einzigen Kindes im Juni 1851.
Durch die Stellung ihres Ehemannes (er wurde 1850 zum Knight Bachelor geschlagen, wodurch sie den Höflichkeitstitel Lady Eastlake erhielt) spielte Eastlake von Anfang an eine wichtige Rolle in der Londoner Gesellschaft. Als Freunde und Bekannte aus dieser Zeit wären zu nennen: Marian Alford, der Mathematiker Charles Babbage, die Philanthropin Angela Burdett-Coutts, Thomas Carlyle, der Schriftsteller Charles Dickens, Ada Lovelace, der Historiker Thomas Babington Macaulay, Caroline Norton und viele andere.
Als 1851 ihr Ehemann zum Direktor der Royal Academy of Arts berufen wurde, vermehren sich die gesellschaftlichen Verpflichtungen um ein Vielfaches. Neben Edwin Landseer, Charles Landseer, Henry und William Challon, David Roberts, William Dyce waren viele andere regelmäßig zu Gast.
Aber auch Lady Eastlake war bei vielen wichtigen gesellschaftlichen Gelegenheiten ein gern gesehener Gast; unter anderem die Eröffnung der Great Exhibition 1851 oder die Beerdigung von Wellington im November 1852.
1854 geriet Lady Eastlake in einen kleinen Skandal, als sie zur Mitwisserin und Zeugin von Effie Ruskin wurde, in deren Bestrebungen, ihre Ehe mit John Ruskin annullieren zu lassen.
Im Herbst 1852 unternahm das Ehepaar Eastlake eine ausgedehnte Europareise. Abgesehen von 1853 und 1856 fand bis zum Tod ihres Ehemanns 1865 jährlich eine solche Reise statt. Diese dienten außer der Erholung auch der Sammelleidenschaft und den Ankäufen für die Royal Gallery. Alle diese Reisen endeten immer mit einem längeren Aufenthalt in Italien.
Als Anna Jameson, eine der ersten Kunsthistorikerinnen starb, wurde Lady Eastlake gebeten, deren Ikonografie über Jesus Christus zu beenden. Mit großem Erfolg konnte sie 1864 dann die "History of our Lord" veröffentlichen.
Die letzte gemeinsame Reise mit ihrem Ehemann unternahm sie im August 1865. Nach nur kurzer Krankheit starb Charles Eastlake am 24. Dezember 1865 in Pisa. Nach eigenen Aussagen bewältige sie einen Teil ihrer Trauerarbeit durch Schreiben. 1868 entstand "Fellowship" und zwei Jahre später die erste Biographie ihres verstorbenen Mannes. Auch dem Bildhauer John Gibson setzte sie mit einer Biographie ein literarisches Denkmal. Während dieser Jahre schloss sie Freundschaft mit Harriet Grote, der Ehefrau des Althistorikers George Grote. 1880 veröffentlichte Lady Eastlake eine Biographie ihrer Freundin.
1871 reiste sie nur der Holbein-Ausstellung nach Dresden und berichtete auch darüber in der QR. Weitere kürzere Reisen folgten: Frühjahr 1872 Paris, Herbst 1873 Schottland, Frühjahr 1877 Venedig, 1878 St. Petersburg. Auch darüber wurden die Leser informiert, genauso wie über wichtige Ausstellungen in London, wie beispielsweise die von George Pinwell (1873) oder Dante Gabriel Rossetti (1883).
Ab 1873 kränkelte Lady Eastlake und ab 1880 erkrankte sie schwer an Rheuma. Im August 1893 wurde sie bettlägerig und am 2. Oktober 1893 starb sie im Alter von beinahe 84 Jahren. Ihre letzte Ruhestätte fand sie am 6. Oktober 1893 auf dem Friedhof von Kensal Green neben ihrem Ehemann.
Neben Harriet Martineau und Frances Power Cobbe gilt Lady Eastlake als eine der ersten Journalistinnen. Als Kunstkritikerin wird sie häufig noch vor Maria Calcott und Julia Cartwright genannt. Über sechzig Jahre beschäftigte sich Lady Eastlake mit Kunst und mit ihren Artikeln setzte sie einiges in Bewegung.

## Werke (Auswahl)
- A Residence on the Shores of the Baltic, described in a Series of Letters in Two Volumes (ohne Verfasserangabe). Murray, London 1841. Band 1 und Band 2 bei Google Books.
  - spätere Ausgabe in einem Band  (ohne Verfasserangabe): Letters from the Shores of the Baltic. Murray, London 1844. Digitalisat bei Google Books.
  - Anonyme Übersetzung ins Deutsche: (ohne Verfasserangabe): Baltische Briefe. Brockhaus, Leipzig 1846. (2 Bde.). Band 1 im Internet Archive.
- The Jewess : A Tale from the Shores of the Baltic : By the Author of “Letters from the  Baltic”. Murray, London 1843. Digitalisat bei Google Books.
- Livonian Tales : The Disponent. The Wolves. The Jewess : By the Author of “Letters from the Baltic”. Murray, London 1846. Digitalisat im Internet Archive.
- Fellowship : Letters Addressed to My Sister Mourners. 1868. Digitalisat der erweiterten Neuausgabe im Internet Archive.
- Life of John Gibson, R.A. : Sculptor : Edited by Lady Eastlake. Longmans, London 1870. Digitalisat im Internet Archive.
- Memoir of Sir Charles Lock Eastlake. In: Contributions to the Literature of the Fine Arts : By Sir Charles Lock Eastlake (S. 1–192). Murray, London 1870. Digitalisat im Internet Archive.
- Harriet Grote : A Sketch : By Lady Eastlake. Murray, London 1880. Digitalisat im Internet Archive.
- Five great painters : Essays reprinted from the Edinburgh and Quarterly Reviews. Longmans, London 1883. (2 Bde.). Band 1 und Band 2 bei HathiTrust.

### Übersetzungen
- A Hand-Book of the History of Painting, from the Age of Constantine The Great; by Dr. Franz Kugler. Translated from the German by a Lady. In Two Parts. Murray, London 1942. Part I. — The Italian Schools Of Painting bei Google Books. Dt. Originalausgabe: Handbuch der Geschichte der Malerei; Band 1: Geschichte der Malerei in Italien seit Constantin dem Grossen im Internet Archive.
  - spätere Ausgabe: Handbook of Painting. The Italian Schools. Based on the Handbook of Kugler. Originally Edited by the late Sir Charles L. Eastlake, P.R.A. Fourth Edition. Revised and Remodelled from the Latest Researches, By Lady Eastlake. With Illustrations. In Two Parts. Murray, London 1874. Part I im Internet Archive.
- Tour of a German Artist in England. With Notices of Private Galleries, and Remarks on the State of Art. By M. Passavant. In Two Volumes, with Plates. Saunders and Otley, London 1836. Band 1 und  Band 2 im Internet Archive. Dt. Originalausgabe: Kunstreise durch England und Belgien, nebst einem Bericht über den Bau des Domthurms zu Frankfurt am Main von J. D. Passavant. Mit 10 Abbildungen in Kupferstich und Steindruck. Schmerber, Frankfurt/M. 1833, Digitalisat in der Deutschen Digitalen Bibliothek.
- Treasures of Art in Great Britain: Being an Account of the Chief Collections of Paintings, Drawings, Sculptures, Illuminated MSS., &c. &c. by Dr. Waagen, Director of the Royal Gallery of Pictures, Berlin. Murray, London 1854. (4 Bde.). Bände 1 bis 3 sowie die dt. Originalausgabe Kunstwerke und Künstler in England und Paris von Dr. G. F. Waagen (3 Bde., In der Nicolaischen Buchhandlung, Berlin 1837–1839) im Internet Archive.